# Tjugoett (TV-program)
Tjugoett är den svenska titeln på en televiserad frågesport baserad på det amerikanska frågesporten Twenty One. Programmet introducerades i Sverige 1957 med Karl-Axel Sjöblom som programledare. År 1976 kom programmet tillbaka och titeln skrevs då "21", med siffror. Lennart Hyland var programledare, men därefter leddes programmet av Arne Weise under 1977, 1979 och 1983. År 1983 ändrades titeln till 21 med ess och joker. År 1977 medverkade också Ove Linds sextett, som använde Air Mail Special som signaturmelodi.

## Källhänvisningar
1. ↑  Panas, Dan (2000-01-28): "Grattis, Arne Weise, 70 år!". Aftonbladet.se. Läst 5 mars 2015.
2. ↑  "21 - Med ess i leken". Arkiverad 2 april 2015 hämtat från the Wayback Machine. Oppetarkiv.se. Läst 5 mars 2015.